# Somewhere in Time (film)
Somewhere in Time is een Amerikaanse romantische fantasyfilm uit 1980, geregisseerd door Jeannot Szwarc. De film is gebaseerd op de roman Bid Time Return uit 1975 van Richard Matheson, die ook het scenario schreef. De hoofdrollen worden vertokt door Christopher Reeve, Jane Seymour en Christopher Plummer.

## Verhaal
Richard Collier is een toneelschrijver die geobsedeerd raakt door de foto van een jonge vrouw in het Grand Hotel op Mackinac Island, Michigan. Door middel van zelfhypnose reist hij terug in de tijd naar het jaar 1912 om de liefde te vinden bij actrice Elise McKenna. Hij raakt in conflict met Elise's manager, William Fawcett Robinson, die vreest dat een romance haar carrière zal verstoren en probeert hem tegen te houden.

## Rolverdeling
| Acteur              | Personage                |
| ------------------- | ------------------------ |
| Christopher Reeve   | Richard Collier          |
| Jane Seymour        | Elise McKenna            |
| Christopher Plummer | William Fawcett Robinson |
| Teresa Wright       | Laura Roberts            |
| Bill Erwin          | Arthur Biehl             |
| George Voskovec     | Dr. Gerard Finney        |

## Muziek
De filmmuziek werd gecomponeerd door John Barry, met een van zijn nummers uitgevoerd door pianist Roger Williams. Ook de 18e variatie van Sergej Rachmaninovs Rapsodie op een thema van Paganini wordt meerdere malen in de film gebruikt.

## Ontvangst
Op Rotten Tomatoes heeft Somewhere in Time een waarde van 52% en een gemiddelde score van 4,6/10, gebaseerd op 21 recensies. Op Metacritic heeft de film een gemiddelde score van 29/100, gebaseerd op 7 recensies.

## Prijzen en nominaties
| Jaar | Prijs                 | Categorie            | Genomineerde(n)     | Uitslag     |
| ---- | --------------------- | -------------------- | ------------------- | ----------- |
| 1981 | Academy Award (Oscar) | Beste kostuumontwerp | Jean-Pierre Dorleac | Genomineerd |
| 1981 | Golden Globe          | Beste filmmuziek     | John Barry          | Genomineerd |